# Wander Antunes
Pour les articles homonymes, voir Antunes.
Wander Antunes, né en 1966 au Brésil, est un scénariste de bande dessinée brésilien.

## Œuvre

### Albums
- Big Bill est mort, dessins de Walther Taborda, Paquet, collection Blandice, 2005  (ISBN 2-940334-49-8)
- Ernie Adams, dessins de José Aguiar, Paquet

1. Gilda, 2004  (ISBN 2-940334-51-X)
2. Mister Killer, 2005  (ISBN 2-88890-038-6)

- L'Œil du Diable, dessins de Tirso, Paquet, collection Solo, 2005  (ISBN 2-940334-96-X)
- Toute la poussière du chemin, dessins de Jaime Martín, Dupuis, Aire libre, 2010  (ISBN 978-2-8001-4689-8) (Sélection officielle Angoulême 2011)
- Un paradis distant, dessins de Walther Taborda, Paquet, collection Blandice, 2006  (ISBN 2-88890-050-5)
- Vieille Amérique', dessins de Tony Sandoval, Paquet, collection Solo, 2005  (ISBN 2-940334-74-9)

## Récompenses
- Prix Marlysa du Festival international de la bande dessinée de Chambéry 2005 pour Big Bill est mort[1]
- Prix du Meilleur Album Romanesque au Festi BD de Moulins, 2005 pour L'Œil du Diable[2][source insuffisante]